# 지사천
지사천(智士川)은 부산광역시 강서구 지사동의 부산지방과학산업단지에서 발원하여 명동택지지구, 미음택지지구를 거쳐 동류하다가 조만강으로 흘러드는 하천이다. 2003년 6월 19일에는 태풍 소델로의 영향으로 제방축조공사 현장 일부구간이 무너지면서 농경지와 시설작물이 침수되었다. 2008년 5월 8일에는 부산지방과학산단 내 어느 입주업체에서 폐기름이 유출되어 이 하천이 오염되었다.